# Burg Sekiyado
Die Burg Sekiyado (japanisch 関宿城, Sekiyado-jō) befindet sich in der Stadt Noda in der Präfektur Chiba. In der Edo-Zeit residierten dort zuletzt die Kuze mit einem Einkommen von 50.000 Koku als kleinere Fudai-Daimyō.

## Burgherren in der Edo-Zeit
- Ab 1616 ein Zweig der Hisamatsu-Matsudaira mit 20.000 Koku,
- ab x ein Zweig der Nomi-Matsudaira mit 26.000 Koku,
- ab 1619 ein Zweig der Ogasawara mit 22.000 Koku,
- ab 1640 Hōjō Ujishige[A 1] mit 20.000 Koku,
- ab 1644 ein Zweig der Makino mit 17.000 Koku,
- ab 1656 ein Zweig der Itakura mit 50.000 Koku,
- ab 1669 die Kuze mit 50.000 Koku,
- ab 1683 wieder ein Zweig der Makino mit 53.000 Koku,
- ab 1705 wieder die Kuze mit 50.000 Koku.

## Geschichte
Die Burg Sekiyado soll Im Jahr 1457 vom Hausverwalter der Koga (古河氏), Yanada Shigesuke (簗田成助; ?–1512), am rechten Ufer des Flusses Edogawa erbaut worden sein.
Im Jahr 1574 wurde die Burg von den Späteren Hōjō belagert und erobert. 1590 gingen die Späteren Hōjō im Kampf gegen Toyotomi Hideyoshi unter, der Tokugawa Ieyasu die Kantō-Ebene und damit die Burg überließ. Die Burgherren, angefangen mit den Hisamatsu-Matsudaira, wechselten vor zu Beginn der Tokugawa-Zeit in kurzen Abständen, bis 1704 die Kuze wieder die Burg übernahmen und sie bis zur Meiji-Restauration 1868 behielten. – Von der Burg aus konnte der Schiffsverkehr auf dem Edogawa kontrolliert werden. Ein Gedenkstein, [S] im nebenstehenden Plan, markiert die Stelle des Kontrollpunktes (関所, sekijo).

## Die Anlage

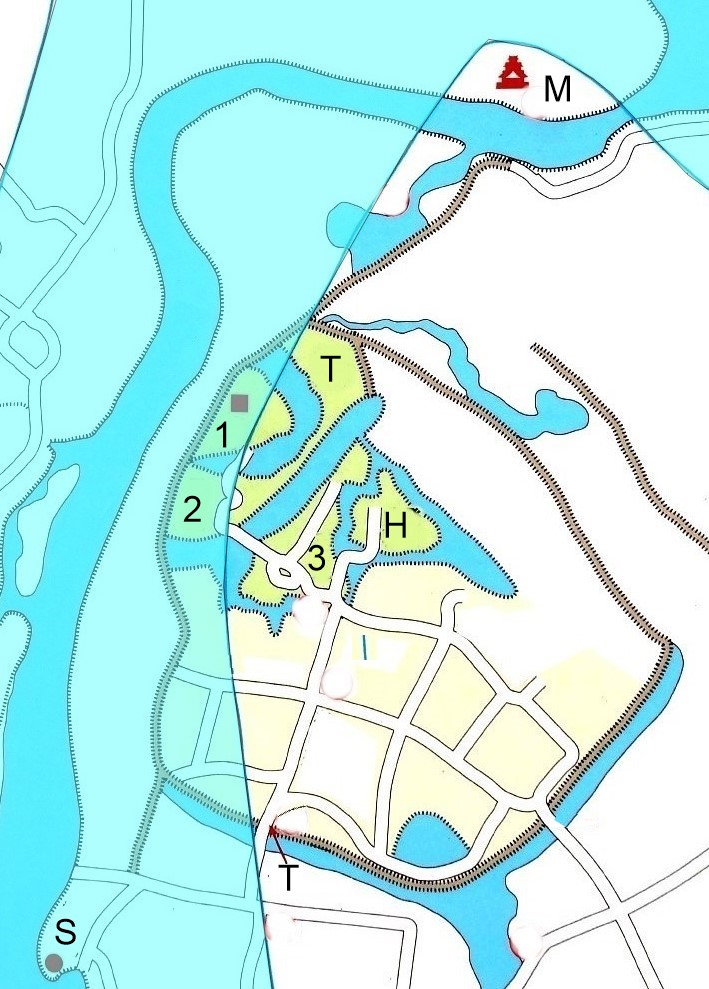
Sekiyado (s. Text)

Die Burg wurde innerhalb eines Sumpfgebietes auf einer Landzunge erbaut, die vom Edogawa und dem größeren Tonegawa gebildet wird. Es ist den nördlichste Punkt der ehemaligen Provinz Shimousa. Um einen nahezu quadratischen inneren Burgbereich [1] wurde, durch einen Graben getrennt, im Süden der zweite Burgbereich [2] und durch einen gemeinsamen Graben geschützt im Osten der dritte Burgbereich [3] angelegt. Dazu kamen noch die Vorbereiche Hattan-kuruwa (発端曲輪; H) und Tenshin-kuruwa (天神曲輪; T).
Im inneren Burgbereich wurde ein dreistöckiger Wachturm (三階櫓, sangai-yagura; rotes Quadrat im Inneren Burgbereich) errichtet, der die Funktion eines Burgturms (天守閣, tenshukaku). Dieser wurde 1671 von den Kuze erneuert. 1870 brannte das Verwaltungsgebäude des Han ab. – Das Samurai-Viertel war von einem Wall und im Süden zusätzlich durch einen Graben geschützt. Im Süden befand sich das Haupttor (大手門, ōtemon; T).
Heute sind der größte Teil des inneren Burgbereiches und der westliche Teil der anderen Bereiche durch die Flussbett-Erweiterung des Edogawa (hellblau markiert) verschwunden. Ein weiterer Teil wurde nach 1868 Ackerland und Wohngebiet. Das Uzumi-Tor (埋門) der Burg existiert noch als Tor zu einem Gehöft. Nördlich vom ehemaligen Burggebiet wurde ein Geschichtsmuseums der Präfektur (千葉県立関宿城博物館, Chiba kenritsu Sekiyado-jō hakubutsukan) erbaut und dazu auch der dreistöckige Burgturm [M] nachgebaut.